# Espeletia boyacensis
Espeletia boyacencis es una especie de frailejón, una planta endémica de los páramos de Colombia. Recibe el nombre común de frailejón plateado boyacense.

## Taxonomía
Espeletia boyacensis fue descrita por José Cuatrecasas Arumí y publicada en Phytologia 27(3): 176. 1973.
Etimología
Espeletia: nombre genérico otorgado en honor del virey de Nueva Granada, José Manuel de Ezpeleta.
boyacensis: epíteto latino que alude al departamento de Boyacá donde se distribuye la especie.

## Descripción
Roseta acaule de hasta 60 cm de altura. Hojas coriáceas y crasas, lámina oblanceolada de hasta 45 cm de largo, base atenuada hacia un pseudopeciolo de 2 - 8 cm, ápice agudo, margen entero, nervio medio prominente por el envés, con indumento adpreso seríceo-villoso. La vaina foliar coriácea oblongo-ovata u oblongo-subtrapezoidea. Ramas floríferas axilares, más cortas que las hojas, semileñosas, purpúreas, cubiertas con indumento lanoso blanquecino. La inflorescencia es axilar cimosa-tirsoidea, con brácteas linear-lanceoladas amplectantes, las brácteas y pedúnculos también villosas. Capítulos de 1,4 cm de diámetro, involucro densamente áureo-villoso. Filarias estériles crasas oblongas acuminado-agudas, exteriormente denso villosas. Filarias fértiles ovato-oblongas agudas, adpreso villosas. Receptáculo convezo o subcónico.  Páleas subovado-oblongas u ovales, hialinas, de color amarillo o café, con glándulas pediceladas. 39-86 flores de radio femeninas liguladas, en tres o cuatro filas, amarillas, denso pilosas, lígula linear-oblonga, 2-3 dentada en el ápice, velutina y color amarillo. 57-128 flores de disco pseudohermafroditas, corola amarilla con un tubo angosto glabro, 5 lóbulos oblongo-triangulares. Aquenios obovado-oblongos.